# Ana Kokić
Ana Kokić (Ана Кокић; też jako: Ana Rađen, ur. 11 marca 1983 w Belgradzie) – serbska piosenkarka.

## Życiorys

### Kariera
Urodziła się w Belgradzie. Uczyła się w liceum geologicznym, a także w liceum muzycznym w Belgradzie. Karierę muzyczną rozpoczęła w 1999 w rockowym zespole Amethyst, ale zespół się rozpadł po kilku miesiącach działalności. Od września 1999 tańczyła i śpiewała w zespole Energija, wykonującym muzykę dance-pop. Wspólnie z grupą Energija wydała trzy albumy. W 2003 występowała w zespole Blizanci. Swój pierwszy album solowy Mojne mala wydała w 2006 w wytwórni Grand Production – album przyniósł jej znaczną popularność na serbskim rynku muzycznym. Wydany w kolejnym roku album Šta će meni ime... przyniósł znaczący sukces kasowy – album sprzedano w ilości 200 tys. egz. W 2011 wydała trzeci album Psiho, we współpracy z rumuńskim producentem i kompozytorem Costim Ionițą oraz Mariną Tucaković (autorką tekstów).
W 2015 zaśpiewała w filmie Bićemo prvaci sveta (reż. Darko Bajić), inspirowanym postacią Silvany Armenulić. W 2013 wygrała w programie Tvoje lice zvuči poznato – pierwszej serbskiej edycji formatu Your Face Sounds Familiar. W kolejnych edycjach programu zasiada w jury.

### Życie prywatne
Rozwódka (w 2019 rozwiodła się po 11 latach małżeństwa z waterpolistą Nikolą Rađenem), ma dwie córki (Nina, Tea). Ma 163 cm wzrostu.

## Dyskografia
- 2006: Mojne mala
- 2007: Šta će meni ime...
- 2011: Psiho